# شورتان بالا
شورتان بالا (ترکی آذربایجانی: Yuxarı Şurtan)؛ یا نور بانانتس (ارمنی: Նոր Բանանց) یک منطقهٔ مسکونی در جمهوری آرتساخ است که در استان شاهومیان واقع شده‌است.